# Milenko Zorić
Milenko Zorić (Sanski Most, 2 de abril de 1989) é um canoísta de velocidade sérvio, medalhista olímpico.

## Carreira
Zorić representou seu país nos Jogos Olímpicos Rio 2016, onde ganhou a medalha de prata na prova do K2-1000 m ao lado de Marko Tomićević.